# Lin Zexu
Lin Zexu (林則徐T, Lín ZéxúP, Lin Tse-hsüW; Houguan, 30 agosto 1785 – Chao'an, 22 novembre 1850) è stato un politico cinese.

## Biografia
Nato a Houguan, l'odierna Fuzhou, ebbe una brillante carriera nell'amministrazione statale. Nel 1837 fu nominato governatore generale di Hunan e Hubei, dove promosse una campagna per la soppressione del traffico di oppio, che era a quel tempo proibito in Cina.

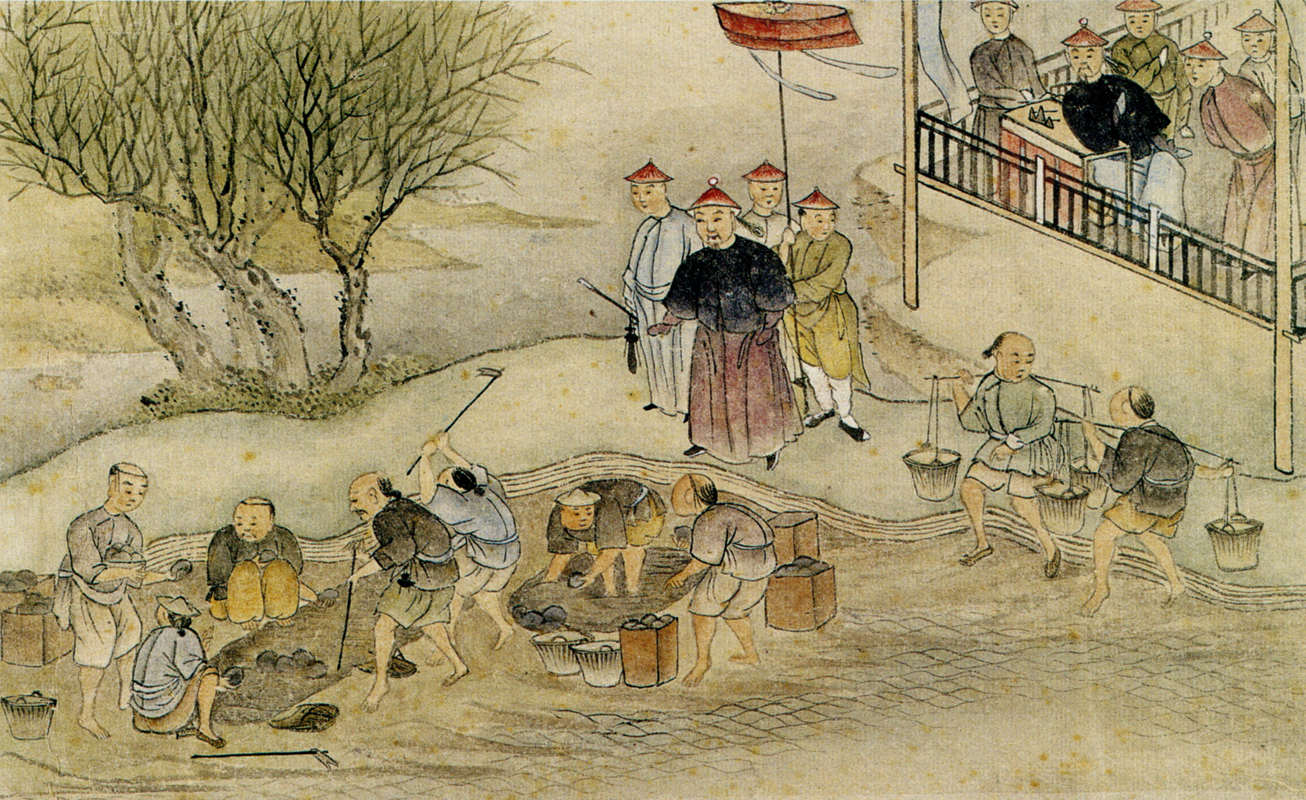
Lin controlla la distruzione dell'oppio a Canton nel 1839

Nel marzo del 1839 fu mandato dalla corte di Pechino in qualità di commissario imperiale a Canton, dove si concentrava la maggior quantità di oppio che entrava nel Paese, proveniente dall'India. Lin ne fece subito distruggere un'enorme quantità sequestrata ai trafficanti stranieri.  Il traffico era monopolizzato dalla Compagnia britannica delle Indie orientali e di particolare rilievo fu la missiva indirizzata da Lin alla regina Vittoria del Regno Unito affinché intercedesse per porre fine al traffico, missiva che non ottenne riscontro. L'operazione antidroga da lui messa in atto fu il pretesto che scatenò la prima guerra dell'oppio tra britannici e cinesi.
Lin Zexu fece ristrutturare i cannoni della baia, con i quali fu respinto il primo attacco dei britannici, che dovettero cambiare obbiettivo. Il conflitto fu comunque vinto dagli europei, che imposero ai cinesi dure condizioni nonché la riapertura dei traffici, Lin fu considerato il capro espiatorio della sconfitta dalla corte imperiale cinese ed esiliato in Xinjang. In seguito fu riabilitato e gli vennero affidati nuovi incarichi governativi di livello inferiore a quello ricoperto a Canton. Nel 1845 fu nominato governatore generale dello Shaanxi-Gansu (Shaan-Gan) e nel 1847 dello Yunnan-Guizhou (Yun-Gui). Preso atto della superiorità militare e tecnologica europea, fu tra i primi politici cinesi a propugnare la necessità di un ammodernamento delle istituzioni e della tecnologia nazionale per stare al passo con l'Occidente, una presa di posizione da cui avrebbe preso vita dopo la sua morte il movimento per l'autorafforzamento nazionale.
Lin morì nel 1850 a Chao'an, chiamata oggi Chaozhou, mentre era in viaggio per il Guanxi, dove era stato inviato dal governo centrale per sopprimere il movimento che avrebbe dato luogo alla rivolta dei Taiping.

## Riconoscimenti

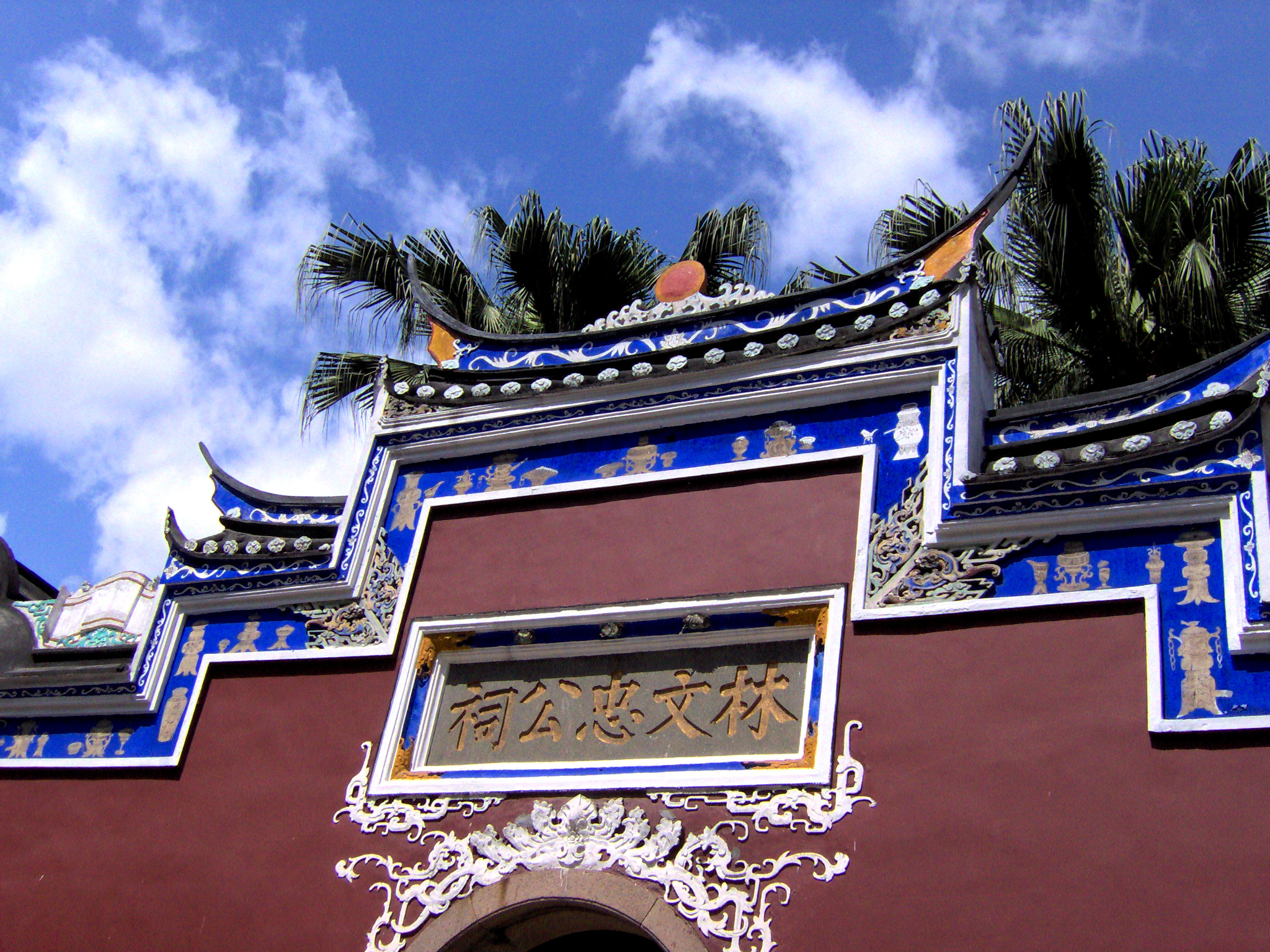
Ingresso del monumento alla memoria di Lin Zexu a Fuzhou

Dopo i nuovi tentativi della dinastia Qing per sradicare l'oppio nel Paese, Lin divenne un simbolo della lotta contro tale sostanza, le sue immagini furono esposte durante manifestazioni pubbliche e i suoi scritti furono apprezzati da riformatori incaricati di combattere l'oppio. In Cina è considerato un eroe nazionale. Il 3 giugno, giorno in cui Lin fece confiscare l'oppio a Canton, è considerato a Taiwan la giornata anti fumo. Statue che lo raffigurano sono state erette in varie città del mondo dalle locali comunità cinesi. Una statua di Lin si trova in Chatham Square nella Chinatown di Manhattan a New York. Sulla targa del basamento è scritto "Non usate droghe" in cinese e in inglese. Un'altra statua è stata esposta al museo della cera Madame Tussauds di Londra.
Lin è uno dei personaggi del romanzo Il fiume dell'oppio dello scrittore indiano Amitav Ghosh, in cui vengono narrate le vicende accadute a Canton che lo videro protagonista. L'opera presenta sotto una nuova luce tali fatti, molti aspetti dei quali per lungo tempo erano stati oscurati dalla censura.